# Volksempfänger

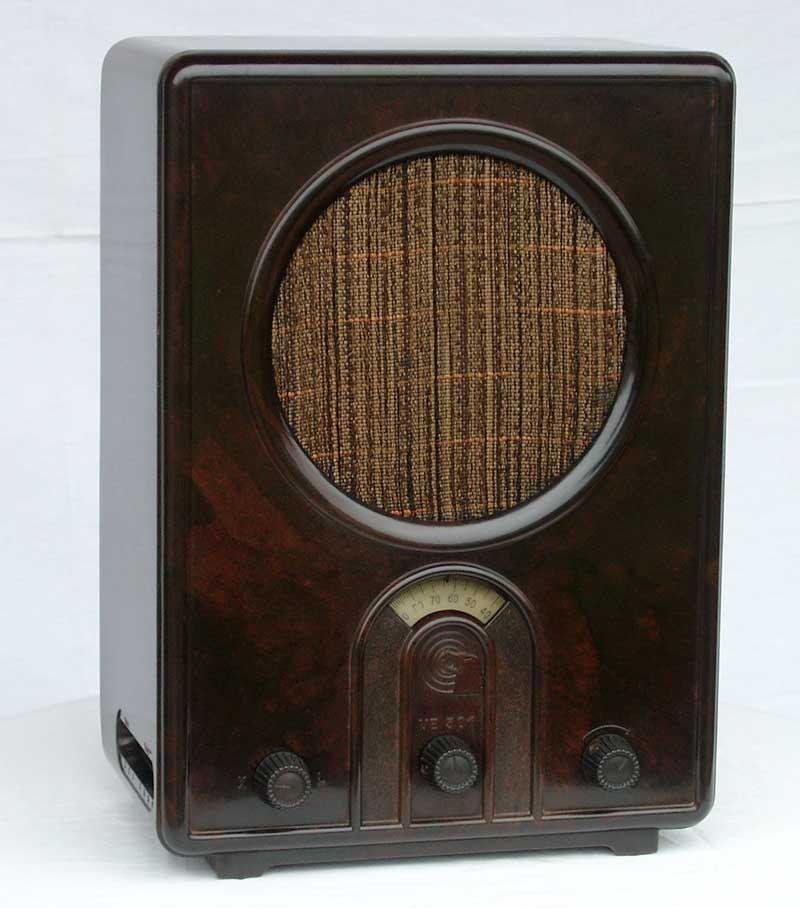
Volksempfänger VE301 - O distinto gabinete de baquelite foi projetado pelo arquiteto e designer industrial Walter Maria Kersting.

O Volksempfänger (alemão: [ˈfɔlks.ɛmˌpfɛŋɐ], “receptor do povo”) foi uma gama de receptores de rádio alemães de baixo custo desenvolvidos pelo engenheiro Otto Griessing a pedido de Joseph Goebbels, o Ministro da Propaganda do Reich do regime nazista.
Seu objetivo era tornar a tecnologia de recepção de rádio acessível ao público em geral. Goebbels percebeu o grande potencial de propaganda desse meio relativamente novo e, portanto, considerou muito importante a ampla disponibilidade de receptores.

## História
O primeiro modelo chamado Volksempfänger VE301 ("Receptor do Povo VE 301") foi oficialmente apresentado ao público na Grande Exposição de Rádio Alemã (10. Große Deutsche Funkausstellung) em Berlim em 18 de agosto de 1933.

## Legado
O legado do Volksempfänger como ferramenta de propaganda é significativo. O historiador Oliver Rathkolb chamou isso de "elemento vital de sucesso" na divulgação da ideologia nazista "que não poderia ser ignorada pela maioria da população alemã". De acordo com o historiador da mídia Alexander Badenoch, "a voz de Hitler através do Volksempfänger é um clichê alemão e de Hollywood para a intrusão do estado nazista 'distante' na esfera doméstica (de outra forma inocente)..." [8 Hoje, as exposições históricas costumam usá-lo como uma "taquigrafia visual para a propaganda nazista".

Sob o lema "cada camarada nacional um ouvinte de rádio", a intenção do Ministro da Propaganda Joseph Goebbels com o Volksempfänger era dobrar o número de ouvintes de rádio. O arquiteto de Hitler e Ministro de Armamentos e Produção de Guerra, Albert Speer, disse em seu discurso final nos julgamentos de Nuremberg:
| “ | A ditadura de Hitler diferiu em um ponto fundamental de todas as suas predecessoras na história. A sua foi a primeira ditadura no atual período de desenvolvimento técnico moderno, uma ditadura que fez uso completo de todos os meios técnicos para dominar seu próprio país. Por meio de dispositivos técnicos como o rádio e o alto-falante, 80 milhões de pessoas foram privadas do pensamento independente. Foi assim possível submetê-los à vontade de um homem... | ” |